# Batunya
Batuya est une ville indonésienne du kecamatan de Baturiti, dans le kabupaten de Tabanan de la province de Bali. 

## Le palace abandonné
On y trouve le Taman Rekreasi Bedugul, un palace abandonné. Diverses hypothèses circulent sur son propriétaire et les raisons de son abandon. Il y a celle pour qui il aurait appartenu à Tommy Suharto (fils de l'ancien dictateur Soeharto), condamné en juillet 2002 à quinze ans de prison sur l'île de Nusa Kambangan (province de Java central), pour avoir commandité l'assassinat de Syafiuddin Kartasasmita, un juge de la Cour Suprême. Il y a d'autres hypothèses évoquant par exemple un problème de permis, de licences et de terrain dangereux.
Il peut se visiter contre 10 000 roupies indonésiennes.

## Galerie

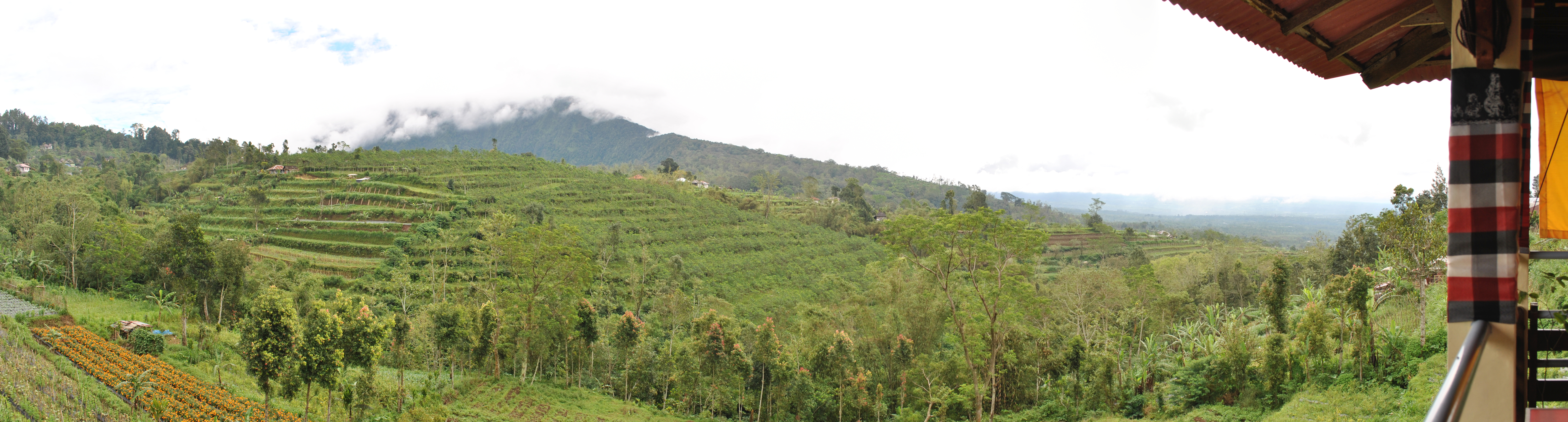
Panorama près de Batunya.